# جون ريد (سياسي أمريكي، مواليد 1633)
جون ريد هو محامي وسياسي أمريكي، ولد في 1633 في وندرن في المملكة المتحدة، وتوفي في 1730 في ستامفورد في الولايات المتحدة. انتخب عضو مجلس نواب كونيتيكت ‏.